# 梅占魁
梅占魁（法語：Jean-Joseph-Georges Deymier，1886年2月13日—1956年4月2日），是天主教法國籍主教及遣使會會士。曾任杭州總教區總主教(1937年-1956年)。

## 生平
1886年2月13日，梅占魁出生在法國朗貢區吉倫特省的市鎮聖米歇爾-德拉皮雅德。1904年，他17歲時加入遣使會。1912年7月14日，梅占魁在26歲時晉鐸，並被派遣到中國傳教。
1937年2月18日，梅占魁於51歲時，獲時任教宗庇護十一世任命為杭州宗座代牧區宗座代牧，領銜色雷斯迪奧斯波利斯教區主教。 同年5月30日，主教祝聖禮儀由杭州榮休宗座代牧田法服主禮，台州宗座代牧胡若山和寧波宗座代牧戴安德襄禮。1946年4月11日，聖座決定在中國實行聖統制，杭州宗座代牧區獲升格為杭州總教區，梅占魁也成為杭州總教區首任正權總主教。
在他的任期裡，中國分別爆發日本侵華及國共內戰。1949年10月1日，中國共產黨在中國大陸地區建立中華人民共和國，並開始針對天主教進行宗教迫害及打壓。
1952年，法國籍的梅占魁被中國政府驅逐出境，並返回法國。1956年4月2日，梅占魁主教在法國西南部新亞奎丹大區吉倫特省的一個市鎮勒布斯卡去世，享年70歲。